# Олеський район
Олеський район — колишній район Львівської області УРСР, центром якого було смт Олесько.

## Історія
10 січня 1940 року політбюро ЦК КП(б)У обговорило питання про утворення районів у Львівській області, у тому числі Олеського району із центром у місті Олеське.
Втім радянська влада тоді утвердилась ненадовго і вже у червні 1941 року район припинив своє функціонування у зв'язку з німецьким наступом. Його було відновлено лише після 20 липня 1944 року коли його територію знову зайняла Червона армія.
У 1959 році до Олеського району включена частина ліквідованого Заболотцівського району.
Район проіснував до 30 грудня 1962 року, коли було підписано указ Президії Верховної Ради УРСР «Про укрупнення сільських районів Української РСР», за яким проведена адміністративно-територіальна реформа в УРСР, у тому числі й на території Львівської області. На відміну від багатьох інших ліквідованих районів Олеський район було розділено між Буським, Золочівським та Бродівським районами, зокрема до складу останнього увійшли Гутищенська, Заболотцівська, Кутівська, Ожидівська, Підгорецька, Соколівська, Тур'янська і Ясенівська сільради.

## Села району
До складу Олеського району, окрім смт. Олесько входило ряд сіл, зокрема: Адами, Боложинів, Бужок, Гутище, Заболотівці, Колтів, Кути, Майдан, Ожидів, Переволочна,Підгірці, Сасів, Соколівка, Тур'я, Ясенів.

## Зміни в адміністративному поділі району
У 40-60-х роках XX століття спостерігалась не лише тенденція до укрупнення районів, а й сільських рад.
На Львівщині у березні 1959 року об'єднано сільради у багатьох районах, у тому числі Олеському.

## Олеський райком КП(б)У
Олеський райком КП(б)У було створено у січні 1940 року, але вже у червні 1941 року він припинив свою діяльність, поновивши її лише у червні 1944 року. У жовтні 1952 року перейменований на Олеський райком КПУ. Ліквідований у грудні 1962 року через ліквідацію Олеського району. Структурно райком складався з наступних підрозділів: бюро (загальний відділ), організаційно-інструкторський відділ (від 1949 року — відділ партійних, профспілкових та комсомольських організацій), сектор партійної статистики, відділ пропаганди i агітації, сільськогосподарський відділ, військовий відділ, відділ по роботі серед жінок, відділ кадрів.

## Друга світова війна
У вересні—жовтні 1942 року юдеї з Олеська були вивезені до винищувального табору у Белжці. Юдеям були категорично заборонені контакти з місцевим населенням, але на початку 1943 року ними створена єврейська бойова організація під назвою ZOB (пол. Źydowska Bojowa Organizacja), що стала ядром місцевого партизанського руху, яку очолив колишній офіцер Війська Польського Самуель Вайлер. Підпільники звернулися через зв'язкового польської Армії Крайової Тадея Жака до польського підпілля у Львові та просили про допомогу; проте поляки відмовилися прийняти їх до своїх лав та забезпечувати будь-якою зброєю. Натомість, навесні 1943 року були встановлені контакти з організацією львівської «Жеготи» й підпіллям львівського ґетто.

## Репресії
Майже у кожному селі району у повоєнні роки дислокувалися або підрозділи НКВС, або відділи по боротьбі з бандитизмом (ОББ). Один з найбільших ОББ перебував у селі Боложинів та нараховував 150–200 бійців. Начальником районного відділу НКВС був Д. П. Горбач.

## Релігійне життя
Незважаючи на репресії проти релігійних діячів та громад на території району діяли як структури УГКЦ (в підпіллі) так і інших конфесій. Зокрема у селі Підлисся була громада євангельських християн-баптистів, яка у 1956 році налічувала 34 члени громади.